# Elza Furtado Gomide
Elza Furtado Gomide (São Paulo, 20 de agosto de 1925 - São Paulo, 26 de outubro de 2013) foi uma matemática brasileira, primeira doutora em matemática pela Universidade de São Paulo em 1950, e a segunda no Brasil.

## Vida pessoal
Filha do professor de matemática Cândido Gonçalves Gomide, professor de matemática, e de Sofia Furtado Gomide, fez o ginásio no então Ginásio da Capital do Estado de São Paulo (atualmente é a Escola Estadual São Paulo, no Parque Dom Pedro II). Era o único ginásio estadual na época, localizado na Rua do Carmo, concluindo o secundário em 1941. Seu pai a incentivava seguir os estudos e carreira, sendo seu professor. 

## Carreira
Elza inicialmente se formou em Física, entretanto, já na metade do curso percebeu que gostava mais de matemática. Ao se formar, foi convidada a ser assistente do professor Omar Catunda, do Departamento de Matemática. Realizou mais um ano de matemática e iniciou sua carreira de professora e pesquisadora, na qual gostava muito de atuar. No ramo de suas pesquisas, trabalhou em Análise Matemática e publicou muitos artigos.
Elza Gomide foi a segunda brasileira a doutorar-se em matemática numa instituição brasileira e a primeira na USP. Sua tese, “Sobre o teorema de Artin-Weil”, orientada por Jean Delsart, sobre um tema dado por André Weil – a conjetura de Weil – foi defendida em 27 de novembro de 1950. 
A tese da doutora Elza Gomide foi defendida um ano depois da pernambucana Maria Laura Mouzinho Leite Lopes ter defendido sua tese em matemática em 1949 na Universidade do Brasil (atual UFRJ). Assim, enquanto Maria Laura Lopes foi a primeira brasileira a obter o título de doutora em matemática (ciências matemáticas), na área de geometria, Elza Gomide se tornou a primeira mulher a obter o doutorado em matemática na USP, de modo que ambas possuem o mérito de serem mulheres pioneiras no campo matemático.
Elza, ao longo de sua carreira se tornou professora e se dedicou a pesquisa até a década de 60. Em 1968 foi eleita Chefe do Departamento de matemática. Passou a atuar, em pleno regime militar nas questões ligadas ao ensino. Envolveu-se muito quando o MEC resolveu impor a Licenciatura em Ciência, coisa que achava que seria extremamente prejudicial, principalmente à matemática.
Elza considera que o estímulo que ela mesmo deu para vários estudantes, não anulando sua participação do Fórum das Licenciaturas como um fato de extrema importância, em 1990, afinal, este Fórum promoveu amplo debate sobre a profissão do professor e o papel da Universidade na formação de profissionais qualificados. Juntamente com Lole de Freitas Druck, Elza apresentou uma proposta de estrutura curricular para o curso de Licenciatura em Matemática que, aprovada pelo Fórum com a participação de muitos professores, permanece praticamente a mesma desde sua implementação em 1994.
Ela teve um amor enorme pelo ensino,o que a levou a total dedicação ás atividades didáticas, dentro e fora da sala de aula. Ela se envolveu fortemente  em lutas para melhorar o ensino da matemática.Trabalhou na USP de 1945 até sua aposentadoria compulsória em 1995. Mas, mesmo depois, manteve suas atividades de professora por muitos anos, enquanto teve condições de saúde para tal.